# Орден Леополда
Орден Леополда, био је хабзбуршки орден основан 1808. и додељиван у три реда. Установио га је Франц II, цар Светог римског царства.
|                |           |                     |
| Орденске траке |           |                     |
| Витез          | Командант | Витез великог крста |

## Добитници ордена
- Платон Атанацковић[1]
- Јосиф Рајачић[1]
- Стефан Стратимировић[1]
- Кузман Тодоровић[2]